# Prostitution aux îles Turques-et-Caïques
La prostitution aux îles Turques-et-Caïques est communément répandue.

## Détail du phénomène
La prostitution est chose commune aux  îles Turques-et-Caïques, et plus spécifiquement à Providenciales. Les travailleurs ou travailleuses du sexe sont généralement originaires d'Europe de l'Est et de République Dominicaine.
Les îles sont connues comme étant une destination de tourisme sexuel féminin, et des problèmes relatifs à des cas de trafic sexuel et de contaminations au VIH / SIDA ont été relevés.